# Prefettura apostolica
La prefettura apostolica è una tipologia di circoscrizione ecclesiastica della Chiesa cattolica di rito latino.

## Normativa canonica
La prefettura apostolica è definita dal Codice di diritto canonico al canone 371 §1:
(canone 371 §1)
In pratica è una forma di chiesa particolare, equiparata alla diocesi. Si definisce grazie al suo territorio e grazie alla guida del prefetto apostolico, che non è necessariamente un vescovo, anche se svolge tutti i compiti propri del vescovo nell'ambito della propria prefettura. Il motivo per cui una determinata zona non diventa diocesi, ma prefettura apostolica, è che si trova in una zona di missione, dove il Cristianesimo non è ancora radicato e non sarebbe possibile costituire una vera diocesi, dato che la struttura di Chiesa è ancora molto debole.
Il prefetto apostolico, a differenza del vescovo diocesano o del vicario apostolico, è esentato dall'obbligo della visita ad limina.
Sebbene le prefetture apostoliche siano per loro natura sottomesse direttamente all'autorità della Santa Sede, sono esistite prefetture apostoliche suffraganee di una sede metropolitana. Ad esempio, il 22 maggio 1913 la prefettura apostolica di Kafiristan e Kashmir (oggi diocesi di Islamabad-Rawalpindi) divenne suffraganea dell'arcidiocesi di Simla (oggi arcidiocesi di Delhi). Attualmente solo una, la prefettura apostolica delle Isole Marshall, è aggregata a una provincia ecclesiastica, Agaña.

## Attuali prefetture apostoliche
Attualmente sono presenti 38 prefetture apostoliche di cui la maggior parte sono in Cina (28):
- di Ankang,
- di Baojing,
- di Guilin,
- di Hainan,
- di Haizhou,
- di Jiamusi,
- di Jian'ou,
- di Lingling,
- di Linqing,
- di Lintong,
- di Lixian,
- di Qiqihar,
- di Shaowu,
- di Shashi,
- di Shiqian,
- di Suixian,
- di Tongzhou,
- di Tunxi,
- di Weihai,
- di Xiangtan,
- di Xining,
- di Xinjiang,
- di Xinjiang-Urumqi,
- di Xinxiang,
- di Yangzhou,
- di Yixian,
- di Yueyang,
- di Zhaotong.

Negli altri paesi sono presenti le seguenti prefetture:
- Prefettura apostolica dell'Azerbaigian
- Prefettura apostolica di Battambang in Cambogia
- Prefettura apostolica delle Isole Falkland o Malvine
- Prefettura apostolica delle Isole Marshall
- Prefettura apostolica di Južno-Sachalinsk in Russia
- Prefettura apostolica di Kompong-Cham in Cambogia
- Prefettura apostolica di Misurata in Libia
- Prefettura apostolica di Robe in Etiopia
- Prefettura apostolica del Sahara Occidentale
- Prefettura apostolica di Ulan Bator in Mongolia